# 2014年冬季奧林匹克運動會列支敦斯登代表團
2014年冬季奧林匹克運動會列支敦士登代表團是列支敦士登所派出的2014年冬季奧林匹克運動會代表團，共派出4名參賽者參加2個項目。

## 獎牌
| 隊伍       | 金牌 | 銀牌 | 銅牌 | 總數 |
| 列支敦斯登 | 0    | 0    | 0    | 0    |

## 外部連結
- Liechtenstein at the 2014 Winter Olympics（页面存档备份，存于）